# Bosquerola del Tacarcuna
La bosquerola del Tarcarcuna (Basileuterus tacarcunae) és un ocell de la família dels parúlids (Parulidae).

## Hàbitat i distribució
Habita el sotabosc de la selva pluvial, vegetació secundària i matolls de les muntanyes de l'est de Panamà i nord-oest de Colòmbia.